# Fault Milestone One
Fault Milestone One är en visuell roman som utvecklades och gavs ut av Alice in Dissonance på japanska den 12 augusti 2013 till Microsoft Windows, OS X och Linux. Sekai Project gav ut den på både engelska och japanska till samma plattformar den 15 december 2014. Spelet planeras även att ges ut till Playstation Vita och Android, på både japanska och engelska.
En uppföljare, Fault Milestone Two Side: Above, gavs ut den 8 september 2015, och en prequel, Fault: Silence the Pedant, håller på att utvecklas. Båda spelen planeras ges ut på engelska.

## Spelupplägg
Fault Milestone One är en visuell roman av typen kinetisk roman, vilket innebär att spelaren inte kan påverka handlingen. Spelet styrs som en typisk visuell roman: Spelaren läser dialog på skärmen, och klickar med musen för att fortskrida i handlingen.

## Handling
Spelet utspelar sig i en värld där mana förekommer, och kan användas av vissa människor – så kallade manakravters. Spelarfiguren, en ung kvinna vid namn Ritona Reighnvhasta, är kunglig vakt till kronprinsessan Selphine; bägge är manakravters.
En dag anfalls Rughzenhaide-slottet av en grupp manakravters, som hoppas mörda kungen och kronprinsessan, och som startar en brand i slottet och i staden. Ritona lyckas att med mana teleportera sig själv och Selphine iväg från Rughzenhaide. De finner sig i en avlägsen plats kallad Outer-Pole, där det är väldigt ont om mana, och vetenskap, medicin och teknologi därför istället har utvecklats mycket mer än i Rughzenhaide. Ritona och Selphine måste ta sig ut från Outer-Pole inom några dagar, då deras kroppar, som har byggt upp resistens mot mana, under för lång tid i Outer-Pole skulle avvänja sig vid mana, vilket skulle göra det omöjligt att ta sig tillbaka till ett manarikt område utan att drabbas av sjukdomen manashock.
De försöker hitta manastenar – mineraler med lagrad mana – för att kunna teleportera sig tillbaka till Rughzenhaide, men på grund av manabristen i Outer-Pole är sådana alldeles för sällsynta och dyra.

## Utveckling
Spelet utvecklades främst av Munisix, som regisserade och skrev manus, och Hare Konatsu, som designade och tecknade figurerna. Den största delen av spelets musik licensierades från företaget Videohelper, medan öppningssekvensens tema "Modus Operandi" komponerades av PerLKS och framfördes av Midorizaka Aaya, och ledmotivet "Zankyou" (残響?  "eko") komponerades av Aaras. Utvecklarna valde att använda titeln Milestone (milsten) istället för Episode (episod) då de ville göra något annorluna, och Milestone passade in tematiskt då spelserien handlar om en resa.

Den engelskspråkiga lokaliseringen av spelet finansierades genom crowdfunding på webbsidan Kickstarter.

Då Munisix har engelska som modersmål planerade han till att börja med att på egen hand utveckla en engelskspråkig lokalisering av spelet. Detta ändrades då den amerikanska spelutgivaren Sekai Project upptäckte Fault Milestone One på japanska nyhetssidor som specialiserade sig på dōjin-spel. Sekai Project kontaktade Alice in Dissonance om en eventuell lokalisering, och fick ett positivt svar. Bägge parterna möttes i Tokyo, där de bland annat diskuterade vilka olika licenser som skulle krävas för att kunna ge ut spelet på engelska; det visade sig bara vara en licens för att använda spelets musik som behövdes.
Finansieringen av lokaliseringen skedde genom crowdfunding-webbsidan Kickstarter; till att börja med hade Sekai Project som mål att samla in 5.000 US$, men vid slutet av finansieringsperioden, den 19 juli 2014, hade de fått in 34.662 US$, vilket ledde till att de även kunde bekosta porteringar till Android och Playstation Vita samt utvecklingen av prequel-spelet Fault: Silence the Pedant.

## Mottagande
Ethan Twain skrev för Siliconera att han tyckte att spelets öppningssekvens inte var särskilt stark, men att det blir bättre efter "ett eller två kapitel", när spelets huvudsakliga handling börjar. Han sade även att han uppskattade strukturen, med en fristående berättelse som avslutas i en och samma "episod", och att det samtidigt har ett slut som leder vidare till spelets uppföljare och kopplar tillbaka till spelets början.
Silvachief skrev för The Geek Clinic, och till skillnad från Twain uppskattade han kontrasten mellan spelets början och de efterföljande kapitlen. Han skrev att han gillade att spelet först etablerade mana och dess betydelse i spelvärlden, innan handlingen förflyttades till en del av spelvärlden där mana inte finns fritt tillgängligt. Han tyckte däremot att lösningen på konflikten i spelets berättelse gick alldeles för fort och utan huvudpersonernas inverkan. Han kommenterade också att kvaliteten på spelets grafik var ojämn - vissa figurer hade enligt honom "fantastisk klädesdesign och naturliga poser och ansiktsuttryck", medan andra var mindre bra i de aspekterna.
Travis Bruno på Capsule Computers skrev att spelets berättelse är intressant och njutningsbar, men att den dras ut för långt och att den ofta tappar fokus och lägger för mycket tid på att förklara enkla termer och händelser. Han påpekade också att berättelsen ofta växlar mellan att vara skriven i första person och tredje person, och att det då ofta inte står tydligt vilken figur det är som säger eller tänker något. Liksom Silvachief uppskattade Bruno öppningssekvensen, men kritiserade hur huvudpersonerna och den ursprungliga konflikten från öppningssekvensen helt kommer i andra hand under de efterföljande kapitlen, som istället kretsar kring figuren Rune.